# Eucriotettix aptus
Eucriotettix aptus är en insektsart som först beskrevs av Bolívar, I. 1898.  Eucriotettix aptus ingår i släktet Eucriotettix och familjen torngräshoppor. Inga underarter finns listade i Catalogue of Life.